# Filippo Fabbri (calciatore)
Filippo Fabbri (San Marino, 7 gennaio 2002) è un calciatore sammarinese, difensore del San Marino, di cui è capitano, e della nazionale sammarinese.

## Caratteristiche tecniche
È un difensore centrale schierabile anche come terzino destro.

## Carriera

### Club
Cresciuto nelle giovanili del Cesena, nel 2018 passa alla SPAL, di cui diventa capitano dell'under 17. Ritorna l'anno successivo in Romagna  e gioca nella Berretti, collezionando sette convocazioni totali in prima squadra senza però mai scendere in campo. Nel mercato di gennaio del 2021 passa in prestito fino a fine stagione alla Correggese in Serie D disputando 12 presenze tutte da titolare e ottenendo la salvezza. L'anno successivo passa al Forlì, sempre in quarta serie dove gioca quasi sempre da titolare e colleziona 29 presenze in totale terminando il campionato al nono posto.
Il 6 luglio 2022 inizia la sua prima avventura fuori dall'Emilia-Romagna, firmando un contratto biennale con l'Olbia: in Sardegna è la sua prima esperienza in Serie C.
Rimasto svincolato al termine delle due stagioni all'Olbia, il 26 novembre 2024 sigla un contratto fino al termine della stagione con il San Marino, militante in Serie D.

### Nazionale
Il 28 marzo 2021 debutta con la nazionale sammarinese scendendo in campo da titolare nell'incontro di qualificazione per i Mondiali 2022 contro l'Ungheria, terminata 3-0 per i magiari. Il 25 marzo 2022 segna contro la Lituania, in amichevole, diventando il 19º calciatore della nazionale del Titano a segnare almeno una rete, ma la partita termina 1-2 per la nazionale baltica.

## Statistiche

### Presenze e reti nei club
Statistiche aggiornate all'11 maggio 2025.
| Stagione          | Squadra           | Campionato        | Campionato | Campionato | Coppe nazionali | Coppe nazionali | Coppe nazionali | Coppe continentali | Coppe continentali | Coppe continentali | Altre coppe | Altre coppe | Altre coppe | Totale | Totale |
| Stagione          | Squadra           | Comp              | Pres       | Reti       | Comp            | Pres            | Reti            | Comp               | Pres               | Reti               | Comp        | Pres        | Reti        | Pres   | Reti   |
| ----------------- | ----------------- | ----------------- | ---------- | ---------- | --------------- | --------------- | --------------- | ------------------ | ------------------ | ------------------ | ----------- | ----------- | ----------- | ------ | ------ |
| gen.-giu. 2021    | Correggese        | D                 | 12         | 0          | -               | -               | -               | -                  | -                  | -                  | -           | -           | -           | 12     | 0      |
| 2021-2022         | Forlì             | D                 | 29         | 0          | -               | -               | -               | -                  | -                  | -                  | -           | -           | -           | 29     | 0      |
| 2022-2023         | Olbia             | C                 | 24         | 1          | CI-C            | 0               | 0               | -                  | -                  | -                  | -           | -           | -           | 24     | 1      |
| 2023-2024         | Olbia             | C                 | 16         | 1          | CI-C            | 1               | 0               | -                  | -                  | -                  | -           | -           | -           | 17     | 1      |
| Totale Olbia      | Totale Olbia      | Totale Olbia      | 40         | 2          |                 | 1               | 0               |                    | -                  | -                  |             | -           | -           | 41     | 2      |
| 2024-2025         | San Marino        | D                 | 12         | 1          | CI-D            | 0               | 0               | -                  | -                  | -                  | -           | -           | -           | 12     | 1      |
| 2025-2026         | San Marino        | D                 | 0          | 0          | CI-D            | 0               | 0               | -                  | -                  | -                  | -           | -           | -           | 0      | 0      |
| Totale San Marino | Totale San Marino | Totale San Marino | 12         | 1          |                 | 0               | 0               |                    | -                  | -                  |             | -           | -           | 12     | 1      |
| Totale carriera   | Totale carriera   | Totale carriera   | 93         | 3          |                 | 1               | 0               |                    | -                  | -                  |             | -           | -           | 94     | 3      |

### Cronologia presenze e reti in nazionale
| Cronologia completa delle presenze e delle reti in nazionale ― San Marino | Cronologia completa delle presenze e delle reti in nazionale ― San Marino | Cronologia completa delle presenze e delle reti in nazionale ― San Marino | Cronologia completa delle presenze e delle reti in nazionale ― San Marino | Cronologia completa delle presenze e delle reti in nazionale ― San Marino | Cronologia completa delle presenze e delle reti in nazionale ― San Marino | Cronologia completa delle presenze e delle reti in nazionale ― San Marino | Cronologia completa delle presenze e delle reti in nazionale ― San Marino |
| Data                                                                      | Città                                                                     | In casa                                                                   | Risultato                                                                 | Ospiti                                                                    | Competizione                                                              | Reti                                                                      | Note                                                                      |
| ------------------------------------------------------------------------- | ------------------------------------------------------------------------- | ------------------------------------------------------------------------- | ------------------------------------------------------------------------- | ------------------------------------------------------------------------- | ------------------------------------------------------------------------- | ------------------------------------------------------------------------- | ------------------------------------------------------------------------- |
| 28-3-2021                                                                 | Serravalle                                                                | San Marino                                                                | 0 – 3                                                                     | Ungheria                                                                  | Qual. Mondiali 2022                                                       | -                                                                         | 20’                                                                       |
| 31-3-2021                                                                 | Serravalle                                                                | San Marino                                                                | 0 – 2                                                                     | Albania                                                                   | Qual. Mondiali 2022                                                       | -                                                                         |                                                                           |
| 28-5-2021                                                                 | Cagliari                                                                  | Italia                                                                    | 7 – 0                                                                     | San Marino                                                                | Amichevole                                                                | -                                                                         |                                                                           |
| 1-6-2021                                                                  | Pristina                                                                  | Kosovo                                                                    | 4 – 1                                                                     | San Marino                                                                | Amichevole                                                                | -                                                                         | 58’                                                                       |
| 2-9-2021                                                                  | Andorra la Vella                                                          | Andorra                                                                   | 2 – 0                                                                     | San Marino                                                                | Qual. Mondiali 2022                                                       | -                                                                         |                                                                           |
| 5-9-2021                                                                  | Serravalle                                                                | San Marino                                                                | 1 – 7                                                                     | Polonia                                                                   | Qual. Mondiali 2022                                                       | -                                                                         | 66’                                                                       |
| 8-9-2021                                                                  | Tirana                                                                    | Albania                                                                   | 5 – 0                                                                     | San Marino                                                                | Qual. Mondiali 2022                                                       | -                                                                         |                                                                           |
| 9-10-2021                                                                 | Varsavia                                                                  | Polonia                                                                   | 5 – 0                                                                     | San Marino                                                                | Qual. Mondiali 2022                                                       | -                                                                         | 52’                                                                       |
| 12-10-2021                                                                | Serravalle                                                                | San Marino                                                                | 0 – 3                                                                     | Andorra                                                                   | Qual. Mondiali 2022                                                       | -                                                                         |                                                                           |
| 12-11-2021                                                                | Budapest                                                                  | Ungheria                                                                  | 4 – 0                                                                     | San Marino                                                                | Qual. Mondiali 2022                                                       | -                                                                         |                                                                           |
| 15-11-2021                                                                | Serravalle                                                                | San Marino                                                                | 0 – 10                                                                    | Inghilterra                                                               | Qual. Mondiali 2022                                                       | -                                                                         |                                                                           |
| 25-3-2022                                                                 | Serravalle                                                                | San Marino                                                                | 1 – 2                                                                     | Lituania                                                                  | Amichevole                                                                | 1                                                                         |                                                                           |
| 28-3-2022                                                                 | San Pedro del Pinatar                                                     | Capo Verde                                                                | 2 – 0                                                                     | San Marino                                                                | Amichevole                                                                | -                                                                         |                                                                           |
| 2-6-2022                                                                  | Tallinn                                                                   | Estonia                                                                   | 2 – 0                                                                     | San Marino                                                                | UEFA Nations League 2022-2023 - 1º turno                                  | -                                                                         |                                                                           |
| 12-6-2022                                                                 | Ta' Qali                                                                  | Malta                                                                     | 1 – 0                                                                     | San Marino                                                                | UEFA Nations League 2022-2023 - 1º turno                                  | -                                                                         |                                                                           |
| 21-9-2022                                                                 | Serravalle                                                                | San Marino                                                                | 0 – 0                                                                     | Seychelles                                                                | Amichevole                                                                | -                                                                         |                                                                           |
| 23-3-2023                                                                 | Serravalle                                                                | San Marino                                                                | 0 – 2                                                                     | Irlanda del Nord                                                          | Qual. Euro 2024                                                           | -                                                                         |                                                                           |
| 26-3-2023                                                                 | Lubiana                                                                   | Slovenia                                                                  | 2 – 0                                                                     | San Marino                                                                | Qual. Euro 2024                                                           | -                                                                         | 54’ 73’                                                                   |
| 16-6-2023                                                                 | Parma                                                                     | San Marino                                                                | 0 – 3                                                                     | Kazakistan                                                                | Qual. Euro 2024                                                           | -                                                                         | 82’                                                                       |
| 19-6-2023                                                                 | Helsinki                                                                  | Finlandia                                                                 | 6 – 0                                                                     | San Marino                                                                | Qual. Euro 2024                                                           | -                                                                         |                                                                           |
| 14-10-2023                                                                | Belfast                                                                   | Irlanda del Nord                                                          | 3 – 0                                                                     | San Marino                                                                | Qual. Euro 2024                                                           | -                                                                         |                                                                           |
| 17-10-2023                                                                | Serravalle                                                                | San Marino                                                                | 1 – 2                                                                     | Danimarca                                                                 | Qual. Euro 2024                                                           | -                                                                         | 70’ 88’                                                                   |
| 17-11-2023                                                                | Astana                                                                    | Kazakistan                                                                | 3 – 1                                                                     | San Marino                                                                | Qual. Euro 2024                                                           | -                                                                         | 88’                                                                       |
| 20-3-2024                                                                 | Serravalle                                                                | San Marino                                                                | 1 – 3                                                                     | Saint Kitts e Nevis                                                       | Amichevole                                                                | -                                                                         |                                                                           |
| 24-3-2024                                                                 | Serravalle                                                                | San Marino                                                                | 0 – 0                                                                     | Saint Kitts e Nevis                                                       | Amichevole                                                                | -                                                                         |                                                                           |
| 5-6-2024                                                                  | Wiener Neustadt                                                           | Slovacchia                                                                | 4 – 0                                                                     | San Marino                                                                | Amichevole                                                                | -                                                                         | 25’                                                                       |
| 10-10-2024                                                                | Gibilterra                                                                | Gibilterra                                                                | 1 – 0                                                                     | San Marino                                                                | UEFA Nations League 2024-2025 - 1º turno                                  | -                                                                         | 81’                                                                       |
| 13-10-2024                                                                | Andorra la Vella                                                          | Andorra                                                                   | 2 – 0                                                                     | San Marino                                                                | Amichevole                                                                | -                                                                         | 51’ 66’                                                                   |
| 15-11-2024                                                                | Serravalle                                                                | San Marino                                                                | 1 – 1                                                                     | Gibilterra                                                                | UEFA Nations League 2024-2025 - 1º turno                                  | -                                                                         | 77’                                                                       |
| 18-11-2024                                                                | Vaduz                                                                     | Liechtenstein                                                             | 1 – 3                                                                     | San Marino                                                                | UEFA Nations League 2024-2025 - 1º turno                                  | -                                                                         |                                                                           |
| 21-3-2025                                                                 | Larnaca                                                                   | Cipro                                                                     | 2 – 0                                                                     | San Marino                                                                | Qual. Mondiali 2026                                                       | -                                                                         | 85’                                                                       |
| 7-6-2025                                                                  | Zenica                                                                    | Bosnia ed Erzegovina                                                      | 1 – 0                                                                     | San Marino                                                                | Qual. Mondiali 2026                                                       | -                                                                         | 74’                                                                       |
| Totale                                                                    |                                                                           | Presenze                                                                  | 32                                                                        |                                                                           | Reti                                                                      | 1                                                                         |                                                                           |